# Janine Flock
Janine Flock (ur. 25 lipca 1989 w Hall in Tirol) – austriacka skeletonistka, trzykrotna medalistka mistrzostw świata i zdobywczyni Pucharu Świata.

## Kariera
Największy sukces w karierze osiągnęła w 2016 roku, kiedy zdobyła srebrny medal w skeletonie podczas mistrzostw świata w Igls, ulegając tylko Niemce Tinie Hermann. Na tej samej imprezie wspólnie z kolegami i koleżankami z reprezentacji zdobyła brązowy medal w zawodach drużynowych. W 2014 roku wystartowała na igrzyskach olimpijskich w Soczi, zajmując dziewiąte miejsce. Cztery lata później podczas igrzysk w Pjongczangu uplasowała się tuż za podium zajmując czwartą lokatę. W zawodach Pucharu Świata zadebiutowała 26 listopada 2010 roku w Whistler, zajmując trzynaste miejsce. Pierwszy raz na podium w zawodach tego cyklu stanęła 15 grudnia 2013 roku w Lake Placid, gdzie była druga.